# Monty Python
Monty Python ou The Pythons  é um grupo de comédia britânico, que foram os criadores e intérpretes da série cômica Monty Python's Flying Circus, um programa de televisão britânico que foi ao ar pela primeira vez em 5 de outubro de 1969. Como série televisiva, consistiu de 45 episódios divididos em 4 temporadas. Entretanto o fenômeno Python não se limitou a apenas isso, espalhando-se por shows, filmes, programas de rádio e diversos jogos de computador e livros, além de lançar seus seis integrantes ao estrelato.
Sua influência na comédia chegou a ser comparada ao impacto causado na música pelos Beatles. Enquanto no humor britânico sua presença sempre foi nítida, nos Estados Unidos ela é especialmente evidente em programas de conteúdo absurdo como South Park, Adult Swim, trechos de Late Night with Conan O'Brien, além do programa Saturday Night Live.  O termo pythonesque, em tradução livre 'pythonesco', está em dicionários da língua inglesa para indiciar algo surreal ou absurdo.
No Brasil uma geração de humoristas e artistas cariocas, como Regina Casé, Luís Fernando Guimarães, Evandro Mesquita, integrantes do grupo Asdrúbal Trouxe o Trombone e programas como Casseta e Planeta Urgente! e TV Pirata  são exemplos do estilo non-sense sob influência do Monty Python. O cartunista Allan Sieber e o ator Bruno Mazzeo, mais conhecido pelo seu trabalho na série Cilada, também já admitiram gostar do grupo inglês.
Em Portugal, grupos de humoristas, como o Gato Fedorento, afirmam ser fortemente influenciados pelo Monty Python, no modo como os seus sketches muitas vezes tendem para o absurdo.
O nome Monty Python foi escolhido por o considerarem engraçado. No documentário Live at Aspen, de 1998, o grupo revelou como o nome foi escolhido. Monty veio em tributo a Lord Montgomery, um lendário general britânico da II Guerra Mundial. Python surgiu pois eles decidiram ter uma palavra que também soasse evasiva, e essa pareceu perfeita.
Em uma enquete de 2005 para escolher O Comediante dos Comediantes realizada pela emissora britânica Channel 4, três dos seis integrantes do Monty Python foram incluídos entre os 50 maiores humoristas. Michael Palin ficou em trigésimo, Eric Idle em vigésimo-primeiro e John Cleese em segundo lugar, sendo superado apenas por Peter Cook.
Recentemente, todos os integrantes do grupo (menos Graham Chapman, pois faleceu em 1989) se juntaram, para fazer um especial com os episódios mais engraçados da série.

## O grupo

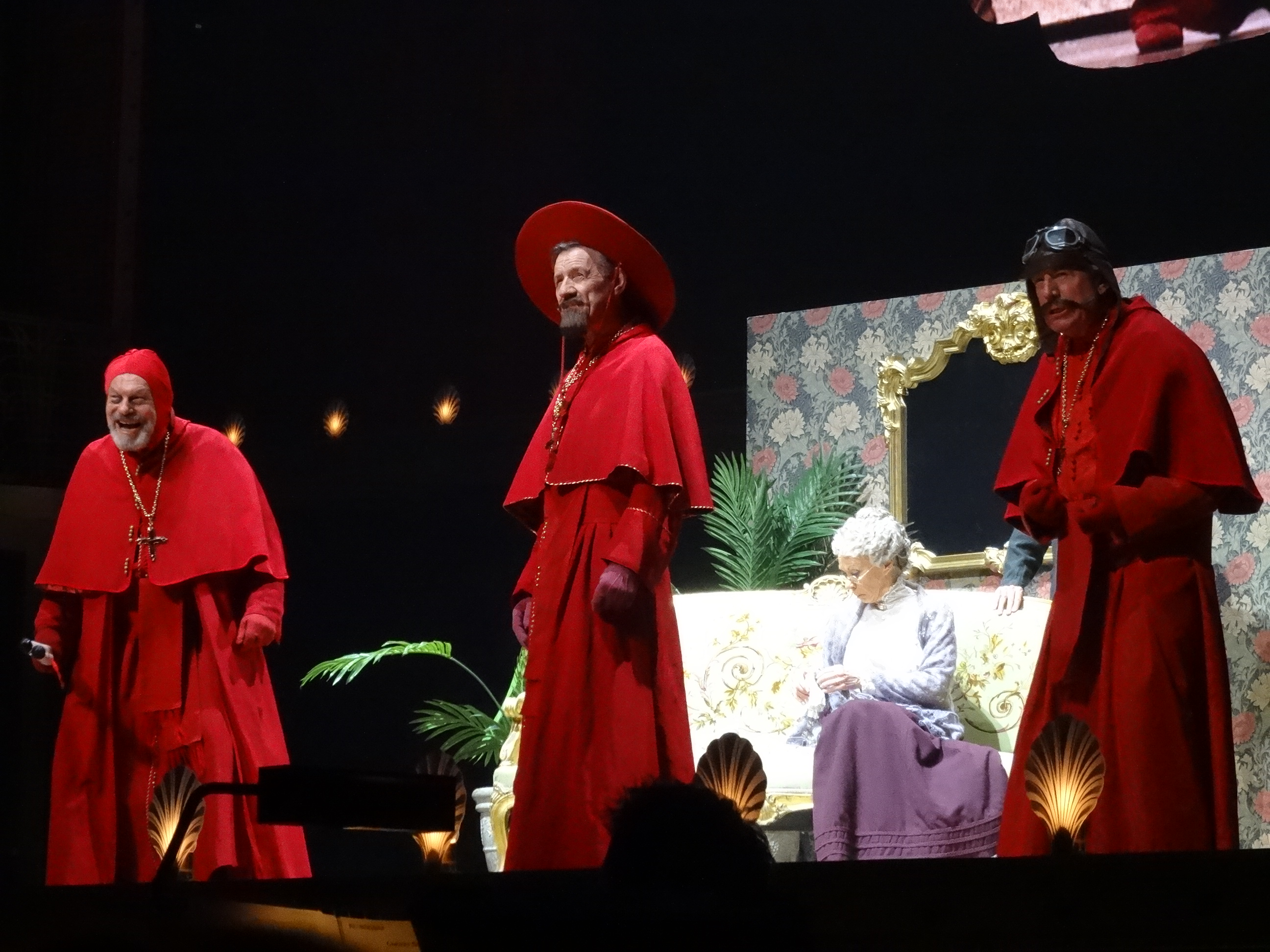
A Inquisição Espanhola, versão dos Monty Python (sketch em palco em 2014)

Originalmente composto por Eric Idle, Graham Chapman, John Cleese, Michael Palin, Terry Jones, jovens atores britânicos que implementaram um novo estilo de texto e representação, marcadamente anárquico e pautado pelo completo surrealismo das cenas. Também contavam com Terry Gilliam, cartunista que trabalhara na revista Mad.
O grupo também contava com a participação de Carol Cleveland, Neil Innes e alguns outros atores, todos tendo participações menores. Também esteve em alguns sketches Connie Booth, ex-mulher de John Cleese.
De igual modo, os Pythons tiveram participações especiais de celebridades como Steve Martin, Douglas Adams (autor da série O Guia do Mochileiro das Galáxias), Rowan Atkinson (ator que criou e interpreta o Mr. Bean) e os ex-beatles Ringo Starr e George Harrison.

## A Série
Juntos, os membros do grupo apresentaram o Monty Python's Flying Circus, um programa de humor na rede BBC, que durou de 5 de outubro de 1969 a 1974 (a última temporada sem John Cleese, que se afastou em janeiro do ano anterior).

### Abertura
No início de todos os episódios, Michael Palin surgia de algum lugar do cenário vestido de eremita e dizia "It's…". Este estranho personagem ficou conhecido como "The It's Man". Logo após sua fala, as animações de Terry Gilliam ocupavam toda a tela, sendo a abertura da série.

### Conteúdo
Cada episódio exibia, além da abertura descrita acima, pequenas cenas de humor (sketch) e rápidas animações. Entre os diversos quadros exibidos, houve aqueles que ganharam fama e até hoje são lembrados como pérolas do humor:
- Dead Parrot (Papagaio Morto): Um homem (John Cleese) vai a uma loja de animais para reclamar de que o papagaio que ele comprara está morto, enquanto o dono da loja (Michael Palin) tenta provar que o papagaio está apenas descansando.
- Lumberjack Song (A Canção do Lenhador): Um barbeiro homicida (Michael Palin) que sonha em ser um lenhador. É seguido por uma canção onde o lenhador e os guardas florestais (os outros Pythons) cantam uma música um tanto excêntrica, em que o lenhador revela gostar de usar roupas femininas e passear por bares.
- The Dirty Fork (O Garfo Sujo): Um homem (Chapman) e sua mulher (Cleveland) vão a um restaurante e descobrem um garfo sujo. A equipe do restaurante se lamenta, chora e até mesmo se mata pelo garfo sujo. Uma cartela diz "E agora... a punchline" e Chapman diz "Felizmente não falamos nada sobre a faca suja". Essa foi a primeira esquete em que um personagem reagiu às vaias da plateia.
- Cheese Shop (A Loja de Queijos): Uma loja de queijo que vende tudo… menos queijo.
- Mr. Hilter (Sr. Hilter): Hitler vai à Inglaterra.
- Silly Job Interview (A Entrevista Idiota): Originalmente pertenceu à antiga série de John Cleese, "How to Irritate People", mas foi refilmado e reusado no Flying Circus. Mostra um homem (Graham Chapman) indo a uma entrevista de emprego na qual o entrevistador tem ideias absurdas.
- How Not To Be Seen (Como não ser visto): Mostra como não ser visto. E o que pode acontecer se você for visto. Assim como muitos outros sketches, esse foi refilmado em "And Now For Something Completely Different".
- Argument Clinic (Clínica das discussões): Mostra um homem (Michael Palin) que vai a uma clínica na qual se vai para ter uma discussão.
- Buying a Bed (Comprando uma Cama): Um casal (Terry Jones e Connie Booth) vão a uma loja de móveis para comprar uma cama, mas os vendedores tem certos cacoetes que complicam a venda.
- Dirty Hungarian Phrase Book (O Livro Inglês/Húngaro de Frases Sujas): Um húngaro (John Cleese) vai a uma tabacaria com um livro de frases húngaro/inglês escrito maliciosamente com palavras trocadas.
- What to Do With the Lower Classes (O que fazer com as Classes Baixas): Quadro curtíssimo que mostra um homem (John Clesse), presumidamente rico, dando sua opinião sobre o que fazer com os menos favorecidos.
- Spam: Um casal vai a um restaurante cheio de viquingues, onde o único tipo de comida é "SPAM", uma marca de carne enlatada.

### "Inventores" dospam
Tamanha influência exerceu o grupo que, após um grupo de advogados enviar uma mesma mensagem a um grupo de discussão na internet, em 1994, o fato de o Monty Python haver, numa de suas apresentações como viquingues repetirem sucessivamente o nome de um enlatado chamado spam (Spiced Ham, ou presunto temperado), por analogia (com a repetição das mensagens) este nome foi então adotado para designar aquilo que hoje, em internet, chama-se spam .

## Pós-Python
Após o final do grupo, alguns dos membros continuaram a atuar ou dirigir em filmes e séries. Destacaram-se:
- Eric Idle e Neil Innes em Rutland Weekend Television e mais tarde em The Rutles, uma sátira dos Beatles.
- John Cleese e Connie Booth atuaram em Fawlty Towers, série cómica cuja acção decorre num hotel do litoral inglês. John também participou de filmes como Rat Race, Um Peixe Chamado Wanda, Harry Potter e 007. Além disso, dublou algumas animações, entre elas Shrek.
- Michael Palin atuou na série Ripping Yarns, escrita por Terry Jones.
- Terry Gilliam dirigiu vários filmes, entre eles Brazil, Os 12 macacos, The Fisher King e The Brothers Grimm.
- Graham Chapman morreu em 1989.
- Terry Jones morreu em janeiro de 2020.

## Importância
Segundo parte da crítica de cinema, o filme Em Busca do Cálice Sagrado é um dos melhores do cinema britânico.

## Mídia

### Televisão
- Monty Python's Flying Circus (1969–1974)

O programa que deu início ao fenômeno Python.
- Monty Python's Fliegender Zirkus (1972)

Dois especiais de 45 minutos feitos pelo canal Westdeuscher Rundfunk para a TV alemã. O primeiro foi gravado na Alemanha, enquanto que o segundo em inglês, com dublagem em alemão.
- Monty Python's Personal Best (2006)

Seis especiais de uma hora, cada episódio apresentando o melhor de cada um dos membros.

### Filmes
Foram produzidos pelo grupo diversos filmes, entre eles:
- E Agora Para Algo Completamente Diferente (1971)

Uma coletânea de esquetes refilmadas da primeira e segunda temporada do Monty Python's Flying Circus.
- Em Busca do Cálice Sagrado (1975)

O Rei Arthur e seus cavaleiros embarcam em uma jornada com sérias restrições orçamentárias em busca do Cálice Sagrado, encontrando vários obstáculos cômicos pelo caminho.
- Monty Python Meets Beyond the Fringe (1976)

Documentário que mostra a apresentação do grupo junto com o comediante Peter Cook e cenas dos bastidores.
- A Vida de Brian (1979)

Brian veio ao mundo no primeiro Natal, perto do estábulo em que também nasceu Jesus. Passa o resto de sua vida sendo confundido com um messias.
- Monty Python Ao Vivo no Hollywood Bowl (1982)

Apresentação ao vivo dirigida por Ian MacNaughton.
- O Sentido da Vida (1983)

Uma reflexão sobre o sentido da vida em uma série de esquetes que vão desde a concepção até a morte e além mais.

Não são do grupo, embora sejam atribuídos  erroneamente a eles:
- Jabberwocky - Herói por acidente (1977)

Um filme sério comparado a todos os outros, que satiriza de uma maneira não exatamente engraçada a vida na Idade Média. Conta sobre Dennis, que enfrenta Jabberwocky, um dragão.
- Érico, o Viquingue (1989)

É um filme um pouco mais sério, e que abrange conceitos interessantes de perspectiva e fé, ainda com um pouco do estilo de comédia Monty Python, que foca a jornada de um viquingue em busca de uma terra fantástica.

### Em Busca do Cálice Sagrado 2
Nos anos 1990, os membros do Monty Python escreveram o esboço de um roteiro da continuação de Monty Python Em Busca do Cálice Sagrado. Foi então que eles tiveram uma ideia: "Não seria engraçado se todos nós interpretássemos versões mais antigas de nossos cavaleiros mais jovens?".
O filme iria se chamar Monty Python e a Última Cruzada, em que os personagens seriam "velhos peidorreiros que tiveram de se reunir novamente contra sua vontade". Os cavaleiros iriam levar os restos mortais do Rei Arthur (Graham Chapman) para a Terra Santa.
Infelizmente, o roteiro não chegou a ser concluído.

### Álbuns
- Monty Python's Flying Circus (1970)
- Another Monty Python Record (1971)
- Monty Python's Previous Record (1972)
- The Monty Python Matching Tie and Handkerchief (1973)
- Monty Python Live at Drury Lane (1974)
- The Album of the Soundtrack of the Trailer of the Film of Monty Python and the Holy Grail (1975)
- Monty Python Live at City Center (1976)
- The Monty Python Instant Record Collection (1977)
- Monty Python's Life of Brian (1979)
- Monty Python's Contractual Obligation Album (1980)
- Monty Python's Meaning of Life (1983)
- Monty Python's The Final Rip Off (1988)
- Monty Python Sings (1989)
- The Ultimate Monty Python Rip Off (1994)
- The Instant Monty Python CD Collection (1994)
- Monty Python's Spamalot (Músicas da versão da Broadway do filme Monty Python - Em Busca do Cálice Sagrado com Tim Curry interpretando Rei Arthur) (2005)
- The Hastily Cobbled Together Album (Não lançado)

### Teatro
- Monty Python's Spamalot - Musical inspirado no filme Monty Python - Em Busca do Cálice Sagrado.

Escrito por Eric Idle, dirigido por Mike Nichols, com música e letras por John Du Prez e Eric Idle, e estrelando Hank Azaria, Tim Curry e David Hyde Pierce, Spamalot é uma adaptação musical do filme de 1975. Foi apresentado em Chicago de 21 de dezembro de 2004 até 23 de janeiro de 2005, passando a ser exibido na Broadway em 17 de março de 2005.
- Monty Python's Flying Circus - A primeira e única versão autorizada do programa de TV está atualmente em turnê pela Grã Bretanha, apesar de ser apresentada em francês.

## Monty Python e o Brasil
- Em 1985, Terry Gilliam escreveu e dirigiu Brazil – O Filme, uma distopia estrelada por Jonathan Pryce, Kim Greist e Robert deNiro. Gilliam contou numa entrevista o motivo do nome do filme: "Eu vi um cara sentado na praia com um rádio portátil, ouvindo canções latinas estranhas como ‘Aquarela do Brasil’. A música transportou-me de alguma forma e fez meu mundo menos cinza".[13]
- Em 2012, Michael Palin visitou o Brasil para um documentário chamado Brazil With Michael Palin[14]. Durante a viagem, ele visitou São Luís-MA (durante os festejos do Bumba-Meu-Boi), Recife-PE, Salvador-BA (onde aprendeu a tocar tambor com o Olodum e a jogar capoeira), na floresta amazônica, ele conheceu uma aldeia indígena e nadou com os botos; também conheceu Minas Gerais, Rio de Janeiro de São Paulo. No sul, ele conheceu Pomerode e Blumenau, antes de viajar pro Pantanal. A viagem dele terminou em Foz do Iguaçu-PR, onde admirou as cataratas.
- Em 2018, o jornalista Thiago Meister Carneiro lançou a única biografia do Monty Python escrita por um brasileiro, A História (quase) Definitiva de Monty Python[15], e em 2020 lançou O Guia da Carreira-Solo dos Membros do Monty Python.